# Dominicas de Montebello
La Congregación Dominica de la Reina del Santo Rosario (en inglés: Dominican Sisters of the Congregation of the Queen of the Rosary) es una congregación religiosa católica femenina, de vida apostólica y de derecho diocesano, fundada en 1924 por la religiosa sudafricana Eufemia Ruf, en la localidad de Montebello (Durban-Sudáfrica). A las religiosas de este instituto se les conoce como dominicas de Montebello y posponen a sus nombres las siglas O.P.

## Historia
La congregación fue fundada por tres religiosas sudafricanas, a la cabeza de Eufemia Ruf, en 1924. Las primeras religiosas fueron educadas por las Dominicas de la Congregación de Santa Catalina de Siena de Oakford y profesaron el 15 de agosto de 1926. Inicialmente profesaron como religiosas de dicho instituto, hasta su total independencia el 2 de enero de 1940.
El instituto recibió la aprobación como congregación religiosa de derecho diocesano, con la nihil obstat de Propaganda Fide, el 2 de enero de 1940, de parte del obispo Henri Delalle, del vicariato apostólico de Natal. Fue agregada a la Orden de Predicadores ese mismo año.

## Organización
La Congregación Dominica de la Reina del Santo Rosario es un instituto religioso de derecho diocesano y centralizado, cuyo gobierno es ejercido por una priora general, es miembro de la Familia dominica y su sede se encuentra en Montebello (Durban-Sudáfrica).
Las dominicas de Montebello se dedican a la formación e instrucción cristiana de a juventud, en sus propios centros educativos. Están presentes únicamente en Sudáfrica.